# Hans-Hellmut Nagel
Hans-Hellmut Nagel (* 15. Januar 1935 in Berlin) ist ein deutscher Informatiker und Hochschullehrer. Er war von 1983 bis 2000 Institutsleiter Bereich Informationsverarbeitung am Fraunhofer-Institut für Informations- und Datenverarbeitung, IITB, heute IOSB.

## Werdegang
Nagel studierte Physik, nach Promotion zum Dr. rer. nat bei Wolfgang Paul, Universität Bonn, (1964), arbeitete er als Post-Doc am MIT und wurde dann zum Professor im Fachbereich Informatik der Universität Hamburg (1971–1983) berufen und danach an die Universität Karlsruhe (heute KIT), Institut für Algorithmen und Kognitive Systeme. Er hatte für mehrere Jahre das Dekanat für Informatik inne und wurde im Jahr 2000 emeritiert. Ab 2003 ist er Professor Emeritus am KIT.
Von 1983 bis 2000 war er zugleich Institutsleiter für den Bereich Informationsverarbeitung am Fraunhofer-Institut für Informations- und Datenverarbeitung, IITB, heute IOSB, wo zeitüberschneidend der spätere Präsident der Fraunhofer-Gesellschaft Max Syrbe die Bereichsleitung für den Parallelbereich Datenverarbeitung innehatte.

## Forschungsschwerpunkt
Nagels Forschungsschwerpunkt an der Universität Karlsruhe ist die Interpretation von Bildfolgen aus dem optischen Fluss und die Ableitung von Beschreibungen daraus.
Hans-Hellmut Nagel gehört zu den herausragenden Persönlichkeiten der Künstlichen Intelligenz (KI) und der Bildverarbeitung. Seine Forschung hat wesentliche Beiträge zur Entwicklung moderner Computer-Vision-Systeme geleistet und die Grundlagen für zahlreiche heutige Anwendungen geschaffen. In einer Zeit, in der die Verarbeitung visueller Informationen noch in den Kinderschuhen steckte, hat Nagel durch seine innovativen Ansätze neue Standards gesetzt und das Gebiet maßgeblich geprägt.
Beim Deutschen Museum findet man historische Auswertungsresultate zu Straßenverkehrsszenen mit ursprünglich fest stehenden und später mit beweglicher Kamera. Der Internet-Auftritt DARVIN illustriert eine spezielle, späte Zwischenstufe in einer mehrere Jahrzehnte währenden Entwicklung zur modellgestützten Bildauswertung von Straßenverkehrsszenen. Die Ergebnisse dieses Demonstrationsversuches wurden 1992 auf dem Intelligent Vehicles Symposium vorgetragen. Die kontinuierliche Verbesserung und Verbilligung der Digitaltechnologien führte dazu, dass geschätzt etwa ab dem Jahre 2000 das Interesse an einem Herunterladen von Bildfolgen aus diesem Internetauftritt zurückging.

## Veröffentlichungen (Auswahl)
- Hans Hellmut Nagel: Steps toward a Cognitive Vision System AI Magazine Volume 25 Number 2 (2004, als pdf zugänglich) (© AAAI)
- H. Christensen (Stockholm, S), H.-H. Nagel (Univ. Karlsruhe), Cognitive Vision Systems Dagstuhl Seminar 03441 (2003)
- HH Nagel: A perspective on machine vision – 25 S. in “Artificial Intelligence” (Buch 1992)
- HANS-HELLMUT NAGEL: IMAGE SEQUENCES—TEN (OCTAL) YEARS—FROM PHENOMENOLOGY TOWARDS A THEORETICAL FOUNDATION. International Journal of Pattern Recognition and Artificial Intelligence Vol. 02, No. 03, pp. 459–483 (1988)
- Hans-Hellmut Nagel; Wilfried Enkelmann: An Investigation of Smoothness Constraints for the Estimation of Displacement Vector Fields from Image Sequences. IEEE Transactions on Pattern Analysis and Machine Intelligence (Volume: PAMI-8, Issue: 5, September 1986)